# 軟隱棘杜父魚
軟隱棘杜父魚（學名：Psychrolutes marcidus），又名憂傷魚、水滴鱼或大頭魚，是一种深海魚，主要分布于澳大利亚、塔斯马尼亚與紐西蘭沿岸較深的水域。

## 棲息深度
棲息於水深600至1200公尺。

## 特徵
水滴魚身體呈凝膠狀，可長到最多不超過30 cm（12英寸），牠們主要分布在澳洲東南部600至1,200米（2,000至3,900英尺）的深海领域，其所受壓力比海平面高60至120倍，使得鰾難以用來維持足夠的浮力。因此水滴魚身體由密度比水還要低的膠狀物質組成以保持浮力，讓水滴魚可以較輕易從海底浮出。水滴魚身體缺乏肌肉，透過取食飄至嘴前的海洋雪與小型甲殼類維生。由於人類很難達到牠們的棲息地，所以以往極少被人類所發現，但近年來由於深海捕撈的作業，水滴魚正面臨滅絕的威脅。
一般大眾常見水滴魚浮腫軟爛的形象來自於其自深海捕撈上來後，因水壓急遽變化而使身體受到傷害破壞而成。在深海時，水滴魚的身形其實與所熟知的其他硬骨魚綱差異不大。